# Gran Premio d'Italia 1990
Il Gran Premio d'Italia 1990 è stato un Gran Premio di Formula 1 disputato il 9 settembre 1990 all'Autodromo nazionale di Monza. La gara è stata vinta da Ayrton Senna su McLaren.

## Qualifiche

### Prequalifiche
| Pos                        | No | Pilota             | Costruttore   | Tempo    | Gap     |
| -------------------------- | -- | ------------------ | ------------- | -------- | ------- |
| 1                          | 14 | Olivier Grouillard | Osella-Ford   | 1:26.947 | —       |
| 2                          | 31 | Bertrand Gachot    | Coloni-Ford   | 1:27.594 | +0.647  |
| 3                          | 17 | Gabriele Tarquini  | AGS-Ford      | 1:27.773 | +0.826  |
| 4                          | 18 | Yannick Dalmas     | AGS-Ford      | 1:28.113 | +1.166  |
| Vetture non prequalificate |    |                    |               |          |         |
| 5                          | 33 | Roberto Moreno     | EuroBrun-Judd | 1:28.703 | +1.756  |
| 6                          | 34 | Claudio Langes     | EuroBrun-Judd | 1:35.061 | +8.114  |
| 7                          | 39 | Bruno Giacomelli   | Life          | 1:55.244 | +28.297 |

### Classifica
| Pos                     | No | Pilota             | Costruttore             | Tempo    | Distacco |
| ----------------------- | -- | ------------------ | ----------------------- | -------- | -------- |
| 1                       | 27 | Ayrton Senna       | McLaren - Honda         | 1:22.533 |          |
| 2                       | 1  | Alain Prost        | Ferrari                 | 1:22.935 | +0.402   |
| 3                       | 28 | Gerhard Berger     | McLaren - Honda         | 1:22.936 | +0.403   |
| 4                       | 2  | Nigel Mansell      | Ferrari                 | 1:23.141 | +0.608   |
| 5                       | 4  | Jean Alesi         | Tyrrell - Ford          | 1:23.526 | +0.993   |
| 6                       | 5  | Thierry Boutsen    | Williams - Renault      | 1:23.984 | +1.451   |
| 7                       | 6  | Riccardo Patrese   | Williams - Renault      | 1:24.253 | +1.720   |
| 8                       | 19 | Alessandro Nannini | Benetton - Ford         | 1:24.583 | +2.050   |
| 9                       | 20 | Nelson Piquet      | Benetton - Ford         | 1:24.699 | +2.166   |
| 10                      | 15 | Maurício Gugelmin  | Leyton House - Judd     | 1:25.556 | +3.023   |
| 11                      | 12 | Martin Donnelly    | Lotus - Lamborghini     | 1:25.629 | +3.096   |
| 12                      | 11 | Derek Warwick      | Lotus - Lamborghini     | 1:25.677 | +3.144   |
| 13                      | 29 | Éric Bernard       | Larrousse - Lamborghini | 1:25.927 | +3.394   |
| 14                      | 3  | Satoru Nakajima    | Tyrrell - Ford          | 1:26.081 | +3.548   |
| 15                      | 23 | Pierluigi Martini  | Minardi - Ford          | 1:26.330 | +3.797   |
| 16                      | 16 | Ivan Capelli       | Leyton House - Judd     | 1:26.712 | +4.179   |
| 17                      | 8  | Stefano Modena     | Brabham - Judd          | 1:26.950 | +4.417   |
| 18                      | 30 | Aguri Suzuki       | Larrousse - Lamborghini | 1:26.962 | +4.429   |
| 19                      | 21 | Emanuele Pirro     | Scuderia Italia - Ford  | 1:26.964 | +4.431   |
| 20                      | 26 | Philippe Alliot    | Ligier - Ford           | 1:27.043 | +4.510   |
| 21                      | 10 | Alex Caffi         | Arrows - Ford           | 1:27.410 | +4.877   |
| 22                      | 9  | Michele Alboreto   | Arrows - Ford           | 1:27.448 | +4.915   |
| 23                      | 14 | Olivier Grouillard | Osella - Ford           | 1:27.541 | +5.008   |
| 24                      | 18 | Yannick Dalmas     | AGS - Ford              | 1:27.673 | +5.140   |
| 25                      | 22 | Andrea De Cesaris  | Scuderia Italia - Ford  | 1:27.749 | +5.216   |
| 26                      | 25 | Nicola Larini      | Ligier - Ford           | 1:27.937 | +5.404   |
| Vetture non qualificate |    |                    |                         |          |          |
| NQ                      | 17 | Gabriele Tarquini  | AGS - Ford              | 1:28.107 | +5.574   |
| NQ                      | 24 | Paolo Barilla      | Minardi - Ford          | 1:28.258 | +5.725   |
| NQ                      | 7  | David Brabham      | Brabham - Judd          | 1:28.382 | +5.849   |
| NQ                      | 31 | Bertrand Gachot    | Coloni - Ford           | 1:28.952 | +6.419   |

## Gara
Al via Senna mantiene la posizione, mentre Prost viene infilato da Berger in partenza e da Alesi alla staccata della prima variante. Mentre i piloti di testa transitano sul traguardo del primo giro, Derek Warwick, 11°, va largo all’uscita della Parabolica: la sua Lotus parte per la tangente, impatta contro le barriere esterne, si ribalta e rimbalza in pista percorrendo centinaia di metri con Warwick appeso a testa in giù nella sua vettura che viene schivata fortunatamente da tutti i piloti che sopraggiungono. La gara viene così neutralizzata e le monoposto si preparano per una seconda partenza, alla quale decide di prender parte anche l'incidentato pilota britannico.
Il secondo avvio di gara è simile al primo: Prost viene sorpassato ancora da Berger e Alesi, anche se questa volta prova a difendersi in modo un po' più cattivo; il gruppo sfila senza incidenti. Nel giro di due tornate, Nannini supera le Williams di Boutsen e Patrese e si porta al quarto posto, mentre Alesi - fin lì negli scarichi di Berger - finisce in testacoda alla prima chicane, il motore si spegne e il francese deve ritirarsi. Sorte analoga per Martini, in testacoda al settimo passaggio. Senna in testa riesce a prendere un po' di margine su Berger, che si vede recuperare da Prost. Tra il 10º e il 18º giro escono di scena Bernard, Donnelly, Pirro, Derek Warwick e Boutsen.
Al ventesimo giro, Senna ha 2”4 su Berger e 3”8 su Prost, mentre Mansell è più staccato a quasi 8”, seguito da Nannini a 11” e Patrese a 16”. Al 21º passaggio il momento che decide il podio: Berger ha difficoltà in uscita dalla Roggia e Prost lo supera facilmente. La gara scivola tranquilla fino alla conclusione e ancora una volta è decisa quasi solo dai ritiri. Al 31° le due Benetton si fermano ai box ed escono dalla zona punti, con Nannini che scivola 8° e Piquet 10°. KO Capelli e Suzuki al 36°, i due risalgono al 7º e 8º posto alle spalle di Nakajima. Al 43°, Senna è tranquillo in prima posizione, Prost 2° a 6”, Berger 3° a 11”. Seguono Mansell a 32”, Patrese a 49”, mentre gli altri sono tutti doppiati; tra le due Benetton è battaglia e Piquet supera Nannini per il settimo posto.
Gli ultimi dieci giri sono un assolo di Senna, che porta a 11 i secondi di vantaggio. Al termine del 53º giro, dopo un’ora e diciassette minuti di gara, Senna vince per la prima volta in carriera il GP d’Italia, precedendo di Prost, Berger e Mansell; curiosamente, le prime quattro posizioni in gara rispecchiano perfettamente lo schieramento in griglia. Completano la zona punti il "padrone di casa" Patrese e Nakajima. Per la quinta e ultima volta in carriera il campione brasiliano riuscirà anche a segnare un Grand Chelem, avendo guidato per tutta la durata della gara e segnato il giro più veloce dopo essere partito dalla pole.
| Pos      | No | Pilota             | Costruttore             | Giri | Tempo/Ritiro e posizione al ritiro  | Partenza | Punti |
| -------- | -- | ------------------ | ----------------------- | ---- | ----------------------------------- | -------- | ----- |
| 1        | 27 | Ayrton Senna       | McLaren - Honda         | 53   | 1:17:57.878                         | 1        | 9     |
| 2        | 1  | Alain Prost        | Ferrari                 | 53   | +6.054                              | 2        | 6     |
| 3        | 28 | Gerhard Berger     | McLaren - Honda         | 53   | +7.404                              | 3        | 4     |
| 4        | 2  | Nigel Mansell      | Ferrari                 | 53   | +56.219                             | 4        | 3     |
| 5        | 6  | Riccardo Patrese   | Williams - Renault      | 53   | +1:25.274                           | 7        | 2     |
| 6        | 3  | Satoru Nakajima    | Tyrrell - Ford          | 52   | +1 giro                             | 14       | 1     |
| 7        | 20 | Nelson Piquet      | Benetton - Ford         | 52   | +1 giro                             | 9        |       |
| 8        | 19 | Alessandro Nannini | Benetton - Ford         | 52   | +1 giro                             | 8        |       |
| 9        | 10 | Alex Caffi         | Arrows - Ford           | 51   | +2 giri                             | 21       |       |
| 10       | 22 | Andrea De Cesaris  | Scuderia Italia - Ford  | 51   | +2 giri                             | 25       |       |
| 11       | 25 | Nicola Larini      | Ligier - Ford           | 51   | +2 giri                             | 26       |       |
| 12       | 9  | Michele Alboreto   | Arrows - Ford           | 50   | Testacoda                           | 22       |       |
| 13       | 26 | Philippe Alliot    | Ligier - Ford           | 50   | +3 giri                             | 20       |       |
| NC       | 18 | Yannick Dalmas     | AGS - Ford              | 45   | Non classificato                    | 24       |       |
| Ritirato | 16 | Ivan Capelli       | Leyton House - Judd     | 36   | Rottura del motore                  | 16       |       |
| Ritirato | 30 | Aguri Suzuki       | Larrousse - Lamborghini | 36   | Problema elettrico                  | 18       |       |
| Ritirato | 14 | Olivier Grouillard | Osella - Ford           | 27   | Perdita della ruota anteriore       | 23       |       |
| Ritirato | 15 | Maurício Gugelmin  | Leyton House - Judd     | 24   | Rottura del motore                  | 10       |       |
| Ritirato | 8  | Stefano Modena     | Brabham - Judd          | 21   | Rottura del motore                  | 17       |       |
| Ritirato | 5  | Thierry Boutsen    | Williams - Renault      | 18   | Problema alla sospensione anteriore | 6        |       |
| Ritirato | 11 | Derek Warwick      | Lotus - Lamborghini     | 15   | Problema alla frizione              | 12       |       |
| Ritirato | 21 | Emanuele Pirro     | Scuderia Italia - Ford  | 14   | Testacoda                           | 19       |       |
| Ritirato | 12 | Martin Donnelly    | Lotus - Lamborghini     | 13   | Rottura del motore                  | 11       |       |
| Ritirato | 29 | Éric Bernard       | Larrousse - Lamborghini | 10   | Problemi alla frizione              | 13       |       |
| Ritirato | 23 | Pierluigi Martini  | Minardi - Ford          | 7    | Problema alla sospensione anteriore | 15       |       |
| Ritirato | 4  | Jean Alesi         | Tyrrell - Ford          | 4    | Testacoda                           | 5        |       |
| NQ       | 17 | Gabriele Tarquini  | AGS - Ford              |      |                                     |          |       |
| NQ       | 24 | Paolo Barilla      | Minardi - Ford          |      |                                     |          |       |
| NQ       | 7  | David Brabham      | Brabham - Judd          |      |                                     |          |       |
| NQ       | 31 | Bertrand Gachot    | Coloni - Ford           |      |                                     |          |       |
| NPQ      | 33 | Roberto Moreno     | EuroBrun - Judd         |      |                                     |          |       |
| NPQ      | 34 | Claudio Langes     | EuroBrun - Judd         |      |                                     |          |       |
| NPQ      | 39 | Bruno Giacomelli   | Life                    |      |                                     |          |       |

## Classifiche

### Piloti
| Pos. | Pilota             | Punti |
| ---- | ------------------ | ----- |
| 1    | Ayrton Senna       | 72    |
| 2    | Alain Prost        | 56    |
| 3    | Gerhard Berger     | 37    |
| 4    | Thierry Boutsen    | 27    |
| 5    | Nelson Piquet      | 24    |
| 6    | Riccardo Patrese   | 17    |
| 7    | Nigel Mansell      | 16    |
| 8    | Alessandro Nannini | 16    |
| 9    | Jean Alesi         | 13    |
| 10   | Ivan Capelli       | 6     |
| 11   | Éric Bernard       | 5     |
| 12   | Derek Warwick      | 3     |
| 13   | Stefano Modena     | 2     |
| 14   | Alex Caffi         | 2     |
| 15   | Satoru Nakajima    | 2     |
| 16   | Aguri Suzuki       | 1     |
| 17   | Maurício Gugelmin  | 1     |

### Costruttori
| Pos. | Team                    | Punti |
| ---- | ----------------------- | ----- |
| 1    | McLaren - Honda         | 109   |
| 2    | Ferrari                 | 72    |
| 3    | Williams - Renault      | 44    |
| 4    | Benetton - Ford         | 40    |
| 5    | Tyrrell - Ford          | 15    |
| 6    | Leyton House - Judd     | 7     |
| 7    | Larrousse - Lamborghini | 6     |
| 8    | Lotus - Lamborghini     | 3     |
| 9    | Brabham - Judd          | 2     |
| 10   | Arrows - Ford           | 2     |